# Eduardo Caballero Calderón
Eduardo Caballero Calderón (Bogotá, 6 de marzo de 1910 - Bogotá 3 de abril de 1993) fue un escritor, diplomático y periodista colombiano.

## Biografía
Eduardo Caballero Calderón fue novelista, periodista, ensayista, diplomático y político colombiano dotado de una prosa fácil y diáfana, que escribió Siervo sin tierra (1954) es una novela basada en la vida de Siervo Joya, un campesino que vivió en Tipacoque (Boyacá). Programas como Yo me libro (2005) y Español grado quinto (1985), emitidos por la televisión nacional, abordaron el valor literario y educativo de esta obra de Eduardo Caballero Calderón., que se vinculó al periodismo en 1938 y durante años utilizó el seudónimo de Swann. Era hijo del general liberal Lucas Caballero; hermano del escritor y periodista Lucas Caballero Calderón, conocido como Klim; y padre del pintor Luis Caballero, del periodista Antonio Caballero y de la escritora Beatriz Caballero quienes usaron en su formación las experiencias diplomáticas de su padre en Madrid (1946-1948) y en París (1962-1968).
Estudió en el Gimnasio Moderno de Bogotá, donde fundó la revista El Aguilucho, primera publicación escolar en América Latina.
El primer periódico en donde escribió oficialmente fue El Espectador, poco después se vinculó a El Tiempo, donde se hizo cargo de una columna durante casi toda su vida, firmada bajo el seudónimo de Swann, y que lo llevó a dirigir, años después, el suplemento literario del periódico.
Eduardo Caballero Calderón siempre fue identificado por su rigidez y su dominio de la técnica a la hora de escribir. Su estilo impecable, en el que predomina el ensayo como su género de preferencia, lo lleva a mencionar, en sus obras, sus experiencias como político y diplomático.
Desempeñó cargos diplomáticos en Lima, Madrid, Buenos Aires y París; fue embajador de Colombia ante la Unesco; diputado de las Asambleas de Boyacá y Cundinamarca; representante a la Cámara y primer alcalde y fundador de Tipacoque, Boyacá.
En su novela El Cristo de espaldas y Siervo sin tierra, considerada una de las mejores de la literatura colombiana, combina con maestría una prosa fluida y eficiente con profundas reflexiones filosóficas sobre el destino y la rebeldía del hombre ante este destino aparentemente ya trazado.

## Obras
Novela
- El arte de vivir sin soñar (1943)
- El Cristo de espaldas (1950)
- Siervo sin tierra (1954)
- La penúltima hora (1960)
- Manuel Pacho (1962)
- El buen salvaje (1966) Premio Nadal, 1965-1968
- Cain (1968)
- Azote de sapo (1975)
- Historia de dos hermanos (1977)

Ensayo, crónica, periodismo y otra prosa de no ficción
- Caminos subterráneos: ensayo de interpretación del paisaje (1936)
- Tipacoque, estampas de provincia (1940)
- Suramérica tierra del hombre (1942)
- Latinoamérica: un mundo por hacer (1944)
- El nuevo príncipe: ensayo sobre las malas pasiones (1945)
- Breviario del Quijote (1947)
- Cartas colombianas (1949)
- Ancha es Castilla (1950)
- Diario de Tipacoque (1950)
- Americanos y europeos (1956)
- Historia privada de los colombianos (1960)
- Los campesinos (1962)
- Tipacoque de ayer a hoy (1979)
- Hablamientos y pensadurias (1979)

Memorias
- Memorias infantiles (1964)
- Yo, el alcalde: soñar un pueblo para después gobernarlo (1972)

Literatura para niños
- La historia en cuentos (1953), cuatro volúmenes: Ⅰ. (Los hijos del sol; El pastor de puercos; La traición de Francisquillo); Ⅱ. (El almirante niño ; el rey de Roma ; el caballito de Bolívar); Ⅲ. (Todo por un florero; El corneta llanero; El zapatero soldado) Ⅳ. (La estrella de Ismael; La hija de Jairo; La pasión según la hija de Jairo)
- Bolívar : una historia que parece un cuento (1983)

Cuento
- El cuento que no se puede contar y otros cuentos (1981)

Selecciones, recopilaciones y antologías de sus obras
- Obras (1963) [Tres volúmenes. Contenido: Vol. Ⅰ (Americanos y europeos; Suramérica, tierra del hombre; Ancha es Castilla; Breviario del Quijote; El nuevo príncipe) Vol. Ⅱ (Latinoamérica, un mundo por hacer; Cartas colombianas; Historia privada de los colombianos; Los Campesinos; Prólogos y conferencias) Vol. Ⅲ (Tipacoque; Diario de Tipacoque; Siervo sin tierra; El cristo de espaldas; El arte de vivir sin soñar; La penúltima hora)
- La saga de Tipacoque (1997) (Incluye: Tipacoque, estampas de provincia y Diario de Tipacoque)

En coautoría
- Rabo de paja (1962) (con Lucas Caballero Calderón y Enrique Caballero Escovar)

Como editor
- Sueños gramaticales de Luciano Pulgar, 1952

## Adaptaciones al cine y a la televisión
- El buen salvaje (adaptado para televisión por RTI Televisión en 1968)
- Caín (versión cinematográfica dirigida por Gustavo Nieto Roa en 1984)
- Historia de dos hermanos (adaptado para televisión por RTI Televisión en 1984)
- El Cristo de espaldas (adaptado como telepelícula por TvCine en 1987 y dirigido por Jorge Alí Triana)

## En la cultura popular
- El grupo de rock colombiano Aterciopelados tituló Siervo sin tierra una de las canciones del álbum El Dorado; la letra muestra el drama de un campesino sin tierra, en sintonía con la novela de Caballero Calderón que la inspira.